# Йежи Янович
Йежи Янович (на полски: Jerzy Janowicz, [ˈjɛʐɨ jaˈnɔvʲitʂ]) е полски тенисист.

## Биография
Йежи Янович е роден на 13 ноември 1990 г. в Лодз, Полша. Започва да играе тенис на петгодишна възраст с родителите си. Баща му Йежи и майка му Ана Жалбот са професионални волейболисти. Той посочва Пийт Сампрас за свое вдъхновение.

## Кариера
Йежи Янович е първият поляк достигнал полуфинал на турнир от Големия шлен, на Уимбълдън през 2013 г. Има много мощен сервис, удря топката със скорост до 249 км/ч. Въпреки че никога не печели титла от ATP тура, той достига най-високо място в световната ранглиста под номер 14, през август 2013 г. Награден е със Златен кръст за заслуги от полския президент Бронислав Коморовски през 2013 г. за постиженията си. Става известен в професионалната верига, когато от квалификант на Мастърса в Париж през 2012 г. достига до финала. По пътя до финала побеждава петима играчи от топ 20 като Анди Мъри и Янко Типсаревич. Въпреки загубата от Давид Ферер на финала, той прави своя дебют в топ 30 в класацията на ATP и става най-високо класираният полски тенисист при мъжете.

## Кариерна статистика

#### Финали натурнири от сериите Мастърс(3)
| година | турнир        | съперник във финала | резултат |
| ------ | ------------- | ------------------- | -------- |
| 2012   | Париж Мастърс | Давид Ферер         | 4–6, 3–6 |

### ATP финали (0 титли; 3 финала)
|        | П–З | Година | Турнир               | Клас         | Настилка   | Опонент     | Резултат           |
| ------ | --- | ------ | -------------------- | ------------ | ---------- | ----------- | ------------------ |
| Загуба | 0–1 | 2012   | Париж Мастърс        | Мастърс 1000 | Твърда (з) | Давид Ферер | 4–6, 3–6           |
| Загуба | 0–2 | 2014   | Уинстън-Сейлъм Оупън | 250 серии    | Твърда     | Лукаш Росол | 6–3, 6–7(3–7), 5–7 |
| Загуба | 0–3 | 2015   | Сюд дьо Франс Оупън  | 250 серии    | Твърда (з) | Ришар Гаске | 0–3 отказва се     |